# Estación Richmond
Richmond es una estación en las líneas Richmond–Fremont y Richmond–Millbrae del BART y en las líneas Capital Corridor, San Joaquins, Coast Starlight y California Zephyr en Amtrak. La estación se encuentra localizada en 1700 Nevin Way en Richmond, California. La estación Richmond fue inaugurada el 29 de enero de 1973.  El Distrito de Transporte Rápido del Área de la Bahía es la encargada por el mantenimiento y administración de la estación.

## Descripción
La estación Richmond cuenta con 2 plataformas centrales y 5 vías, 3 para Amtrak y 2 para BART. La estación también cuenta con 624 de espacios de aparcamiento.

## Conexiones
La estación es abastecida por las siguientes conexiones de autobuses: 
- Rutas del AC Transit: Rutas 70, 71, 72M, 74, 76, 376 (local); 608, 684, 674, 667, 668, 675, 684 (lunes a viernes solamente); 800 (All Nighter)
Golden Gate Transit: Ruta 42 
Richmond Medical Center route BART-Kaiser Shuttle